# Summer Breeze
Koordinaten: 49° 3′ 28,7″ N, 10° 25′ 3,9″ O

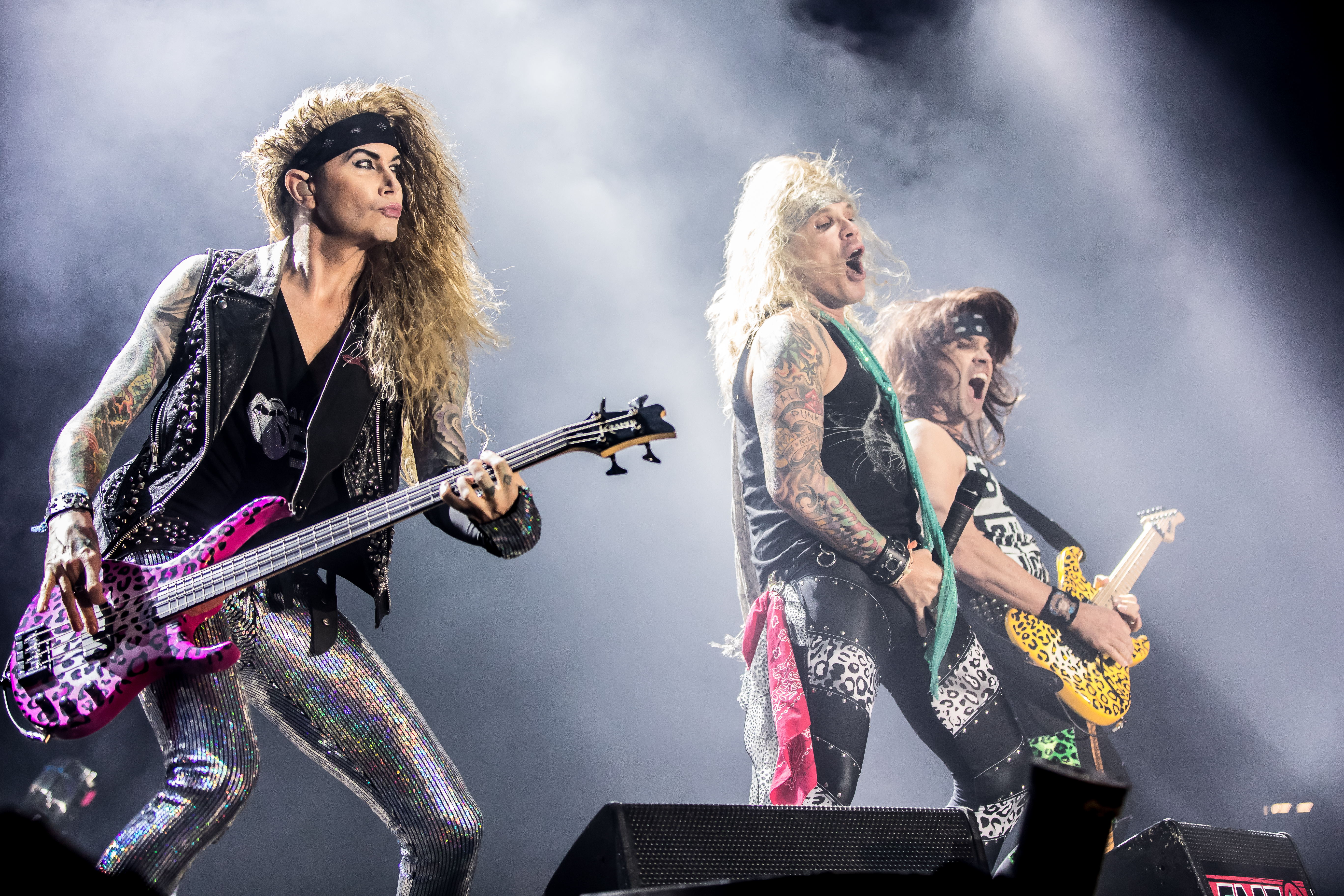
Steel Panther live beim Summer Breeze 2016

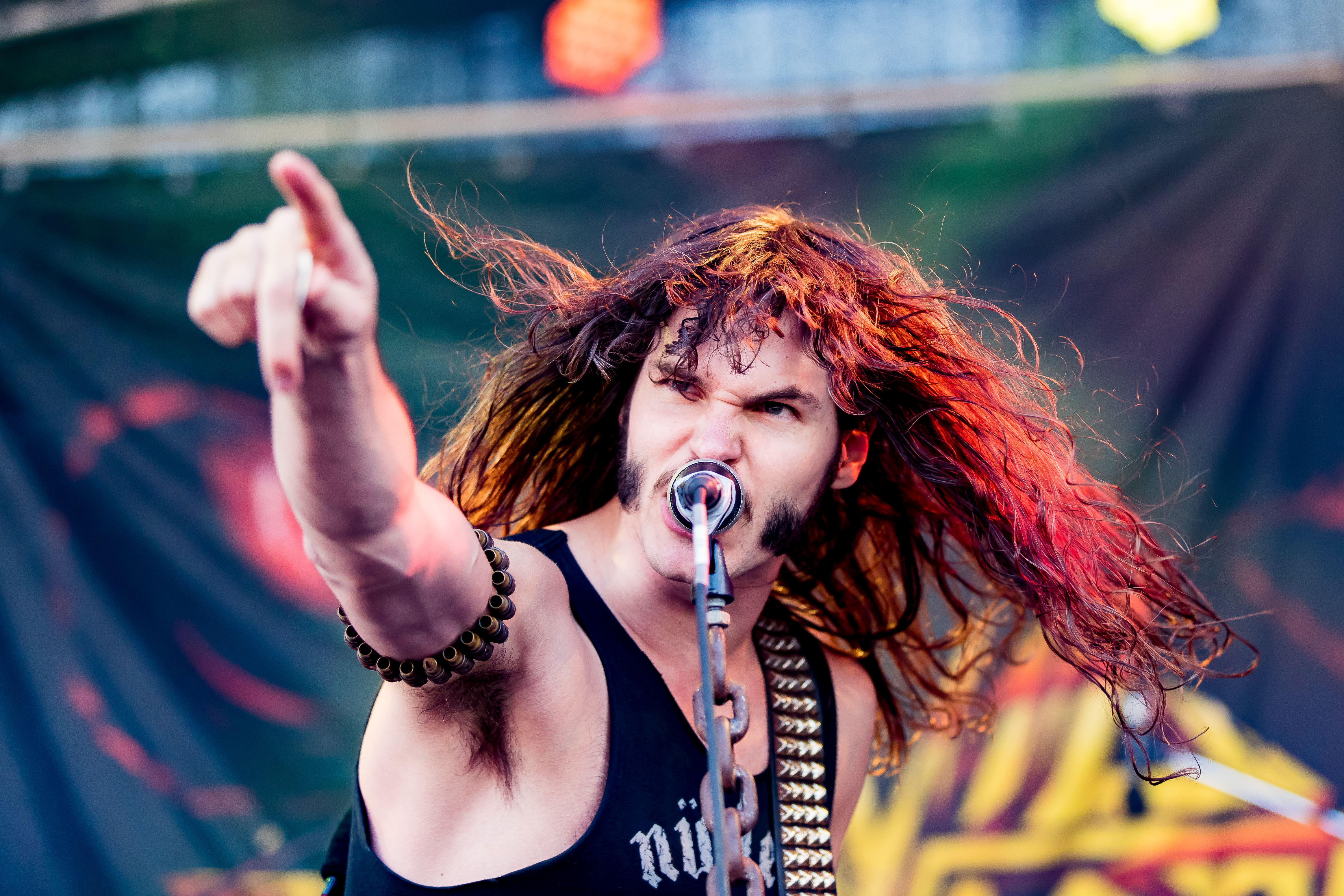
Evil Invaders live beim Summer Breeze 2016

Das Summer Breeze Open Air (kurz SBOA) ist ein seit 1997 (außer in den Jahren 1998, 2020 und 2021) jährlich stattfindendes Metal-Festival auf dem Flugplatz des Aeroclubs Dinkelsbühl. Es ist mit ca. 40.000 Besuchern (Stand 2019) eines der größten Festivals in Deutschland und findet in der Regel in der Woche des 15. Augusts von Mittwoch bis Samstag statt.

## Geschichte

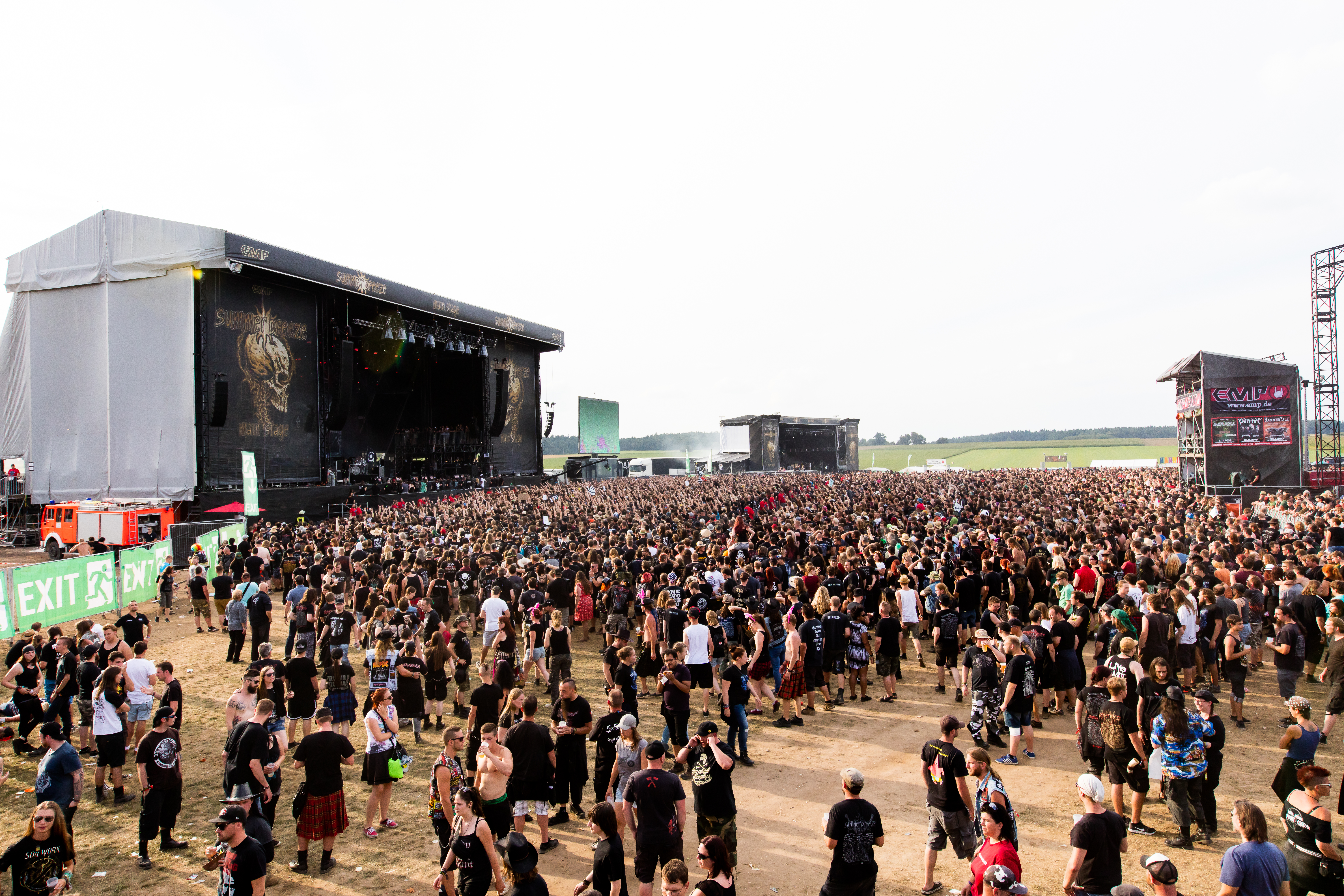
Blick auf die Hauptbühne beim Summer Breeze 2016

Die Veranstaltung fand bis 2005 in Abtsgmünd in der Nähe von Aalen statt und zog 2006 auf den ca. 40 km entfernten Flugplatz Aeroclub Dinkelsbühl in Sinbronn um. Seit 2010 dauert das Festival offiziell vier Tage. Es treten ca. 130 Bands auf vier Bühnen auf (Stand 2023). Die Hauptbühne war von 2017 bis 2019 drehbar und ersetzte die ehemaligen Hauptbühnen Main Stage und Pain Stage durch einen Drehteller, der es der nachfolgenden Band erlaubte im Hintergrund aufzubauen, noch während die aktuelle Band spielte. Dadurch kam es zu weniger Überschneidungen und zu keinen längeren Wartezeiten zwischen den Bands auf der Main Stage. Bei den Festivals nach der Corona-Pandemie 2022 und 2023 musste wieder auf eine normale Bühne zurückgegriffen werden, da die Beschaffung der Drehbühne aus England aus Kostengründen und in Verbindung mit durch den Brexit verursachten Problemen nicht mehr möglich war. Die zweite Bühne (Ehemaliges Partyzelt, seit 2014 als Andenken an den 2013 verstorbenen Mitbegründer Michael „Mr. T.“ Trengert, T-Stage) befindet sich in der Nähe der Eingangsschleusen.
2010 bot das Festival erstmals eine weitere Bühne, die sog. Camel Stage, die neben der T-Stage platziert wurde. Diese Bühne wurde von der Zigaretten-Marke Camel promotet. 2019 wechselte der Promoter der Bühne, so dass die Bühne fortan den Namen Wera Tool Rebel Stage trägt. Seit 2010 wird mittwochs eine Nuclear Blast Label Night veranstaltet mit Bands, die bei Nuclear Blast Records unter Vertrag stehen. Die vierte Bühne, der Campsite Circus (ehemals Ficken Party Stage) befindet sich auf dem Campground. Auf ihr treten vermehrt unbekanntere Bands und Newcomer auf. Von allen vier Bühnen ist nur die Wera Tool Rebel Stage mit einer großen Dachkonstruktion im Zuschauerbereich überdacht (Stand 2023).
Die jährliche Besucherzahl stieg in den letzten Jahren sprunghaft an, im Jahr 2011 konnte das Festival um 39.000 Besucher verzeichnen. Um den Besucheransturm bewältigen zu können, wurden schrittweise die Anfahrtsmöglichkeiten sowie die Park- und Campingflächen vergrößert. Die Bühnenanlage wurde ebenfalls umgestellt, um den Zuschauern kürzere Wege zwischen den Bühnen zu ermöglichen. Seit 2007 bietet das Festival einen Biergarten. Die Merchandise-Einkaufsmeile wurde ebenfalls ausgebaut und liegt auf dem Bühnengelände direkt zwischen der Einlasskontrolle und den beiden Hauptbühnen T-Stage und Main Stage.
Außerdem wird ein kostenloser Shuttlebus-Service nach Dinkelsbühl und zurück angeboten, der regelmäßig im Zehn-Minuten-Takt verkehrt.
Das Camping ist ab Mittwoch im Ticketpreis enthalten, die Campingplätze öffnen jedoch traditionell bereits am Dienstag. Hierfür muss eine Extragebühr vor Ort entrichtet werden und 2024 erstmals ein Anreiseslot gebucht werden. Dieser allerdings nur für die Dienstagsanreise. Kostenpunkt für die Anreise mit einem Fahrzeug beträgt Stand 2024 20 €.
Das Campinggelände ist mit Duschen, gespülten Toiletten, Trinkwasserstellen, Dixi-Toiletten, kleinen Supermärkten, Essensständen und Info-Boards versehen und wird durchgehend von Polizei, Feuerwehr, Rettungsdiensten und Sicherheitsdienst patrouilliert.
Zudem gibt es mit dem Handicapped Camping einen speziellen Bereich für Besucher mit Behinderung / Rollstuhlfahrer / Schlafapnoiker. Das Gelände ist mit Podesten inkl. behindertengerechter Toiletten für Rollstuhlfahrer vor den Main Stage ausgerüstet. Es wird versucht das Festival so barrierefrei wie möglich zu gestalten.

## Bands

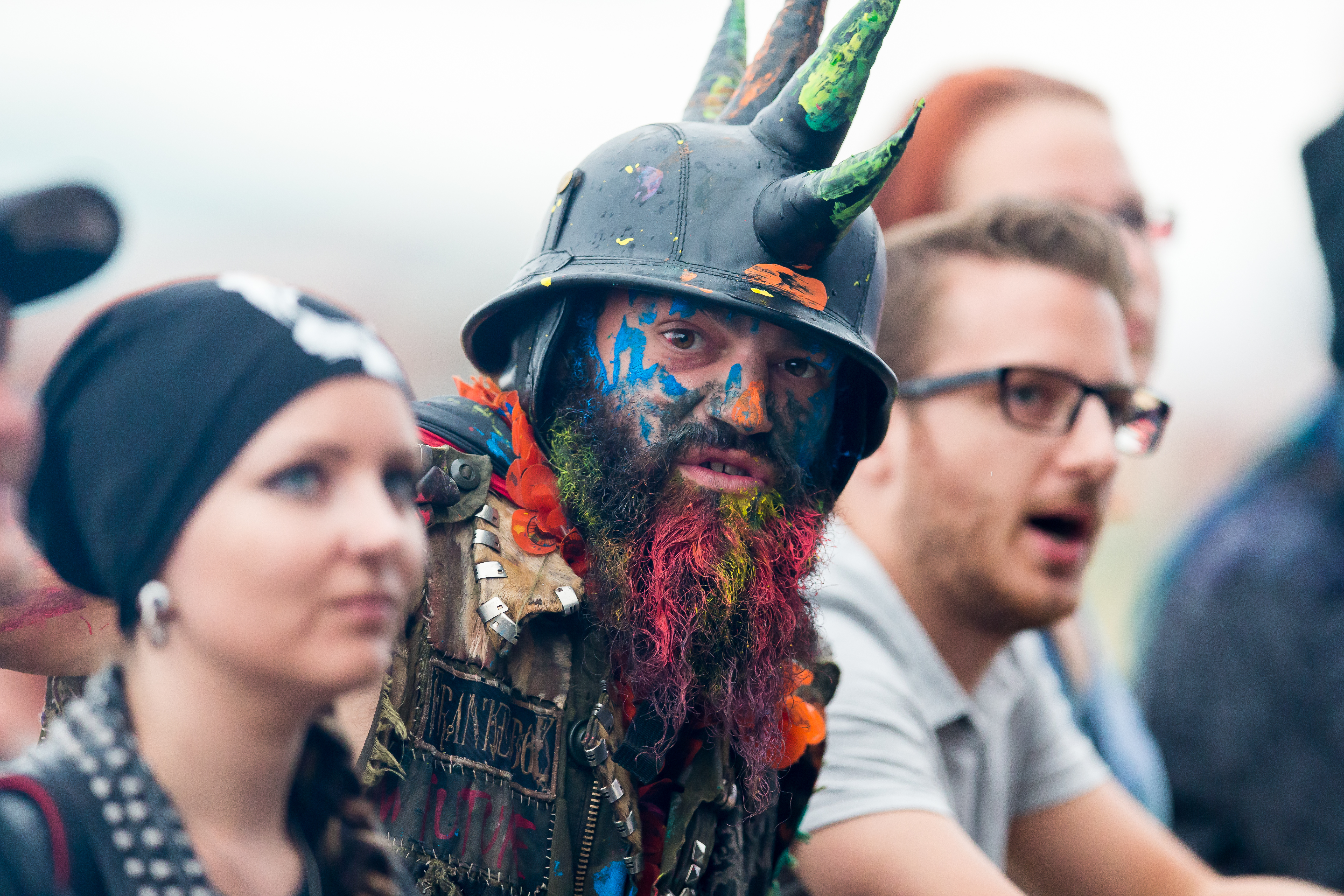
Besucher beim Summer Breeze 2016

Der Schwerpunkt der Bandauswahl liegt in einer Mischung aus Death Metal, Hardcore Punk, Metalcore und Thrash Metal. Es sind jedoch regelmäßig auch Bands aus anderen Metalrichtungen, Hard Rock, Folk Rock, sowie Mittelalter-Rock vertreten. Während 1997 noch keine allzu prominenten Bands auftraten, finden sich mittlerweile viele Größen des Genres in den aktuellen Line-ups. Beispiele sind Anthrax, Megadeth, In Flames, Amon Amarth, Children of Bodom, Kreator, Subway to Sally, Saltatio Mortis, Sodom, Soilwork, Tankard, Die Apokalyptischen Reiter, Nightwish und Hatebreed.

## Besondere Ereignisse
Zum zehnjährigen Jubiläum des Festivals im Jahr 2007 führte die Melodic-Death-Metal-Band Amon Amarth ein spezielles Bühnenprogramm mit Schauspieler-Wikingern auf. Außerdem wurde zu diesem Anlass ein eigenes Wikinger-Camp vor dem Bühnengelände eingerichtet.
2010 trat der Komiker Bülent Ceylan als Überraschungsgast mit einer 20-minütigen Show auf der Main Stage auf.
2015 verzeichnete das Festival auf ca. 45.000 Besucher nur vier Delikte wegen Körperverletzung.
2017 kam es überraschend zu einem doppelten Auftritt der Melodic-Death-Metal-Band Amon Amarth. Außerdem trat Doro zusammen mit Amon Amarth für einen Song auf.
2020 konnte das Festival aufgrund der COVID-19-Pandemie durch die staatlich angeordneten Maßnahmen zur Bekämpfung des Virus nicht stattfinden. Am 8. Juni 2021 wurde das Festival 2021 ebenfalls abgesagt.
2024 war im Vorfeld auf der Wera Tool Stage, der kleinsten der drei Bühnen ein Surprise Act (die schwedische Band Hammerfall) beworben worden, der gewöhnlich auf einer viel größeren Bühne performt.

## Schwesterprojekte

### Winter Freeze
In den Wintermonaten fand ein von den Summer-Breeze-Veranstaltern organisiertes Festival namens Winter Freeze statt, das allerdings nur einen Tag dauerte. Die Bandauswahl war der des Summer Breeze sehr ähnlich. Es traten ebenfalls bekanntere Bands auf. Das Festival gab es nur in den Jahren 2008, 2009, 2010 und 2011.

### Summer Breeze Brasil
Vom 29. April bis zum 30. April 2023 fand das Summer Breeze Brasil 2023, ein brasilianischer Ableger des deutschen Summer Breeze Festivals zum ersten Mal statt. Veranstaltungsort war der Memorial da América Latina Freizeit Komplex in São Paulo. Neben den Headlinern Blind Guardian und Parkway Drive umfasste das Lineup wie auch das deutsche Summer Breeze eine Vielzahl an internationalen Metal-Bands aus zahlreichen unterschiedlichen Genres.
Wie schon beim Summer Breeze 2022 trat Festivalgründer Achim Ostertag auch beim Summer Breeze Brasil 2023 mit seiner Band Voodoo Kiss auf.
Ostertag zeigte sich mit der Premiere des Festivals zufrieden und kündigte eine neue Edition des Summer Breeze Brasil für 2024 an, welche im April 2024 mit Szenegrößen wie Hammerfall, Gene Simmons und Anthrax stattfand.
Mitte 2024 erfolgte die Umbenennung des Summer Breeze Brazil in Bangers Open Air.

## Veröffentlichungen
- 2002: Summer Breeze – All Areas 2002 (Warner Music Group)
- 2004: Summer Breeze vs. Metal Blade (Promo-CD für die Festivalgäste)
- 2005: Summer Breeze 2005 (Promo-CD für die Festivalgäste)
- 2006: Summer Breeze 2006 (Promo-CD für die Festivalgäste)
- 2008: Summer Breeze 2007 (DVD-Gratiszugabe für frühzeitige Ticketbestellung)
- 2009: Summer Breeze 2008 (DVD-Gratiszugabe für frühzeitige Ticketbestellung)
- 2010: Summer Breeze 2009 (DVD-Gratiszugabe für frühzeitige Ticketbestellung)
- 2012: Summer Breeze 2010 (DVD-Gratiszugabe für frühzeitige Ticketbestellung)
- 2013: Summer Breeze 2011 (DVD-Gratiszugabe für frühzeitige Ticketbestellung)
- 2014: Summer Breeze 2012 (DVD-Gratiszugabe für frühzeitige Ticketbestellung)
- 2015: Summer Breeze 2013 (DVD-Gratiszugabe für frühzeitige Ticketbestellung)
- 2016: Summer Breeze 2014 (DVD-Gratiszugabe für frühzeitige Ticketbestellung)
- 2017: Summer Breeze 2015 (DVD-Gratiszugabe für frühzeitige Ticketbestellung)

## Trivia
- In Abtsgmünd, dem Gründungsort des Festivals, wurde eine Straße nach diesem benannt, der Summer-Breeze-Weg.[13][14]